# Licaria filiformis
Licaria filiformis är en lagerväxtart som beskrevs av Van der Werff. Licaria filiformis ingår i släktet Licaria och familjen lagerväxter. Inga underarter finns listade i Catalogue of Life.